# Rubeola elleni védőoltás
A rubeola elleni védőoltás a rubeola (rózsahimlő) megelőzésére szolgáló vakcina. Körülbelül két héttel az egyetlen dózis beadását követően már védelmet nyújt, és az emberek mintegy 95%-a immunissá válik. Azokban az országokban, ahol magas a beoltottak aránya, nem fordul elő rubeolás megbetegedés, sem pedig veleszületett rubeola szindróma. Amennyiben egy adott népességben kevés a gyermekkorban beoltottak száma, nőhet a veleszületett rubeola eseteinek száma, ugyanis több nő úgy éri el a szülőképes kort, hogy nem oltották be, és nem is került kapcsolatba a vírussal. Ezért fontos, hogy az emberek több mint 80%-a be legyen oltva.
Az Egészségügyi Világszervezet (WHO) ajánlása szerint a rubeola elleni vakcinát fel kell venni a rutin védőoltások közé. Ha nem is a teljes lakosságot, de legalább a szülőképes korú nőket be kell oltani. Várandós nőket, illetve gyenge immunrendszerrel rendelkező személyeket nem szabad beoltani. Bár az élethosszig tartó védelemhez csupán egyetlen dózisra van szükség, gyakran két adag oltóanyagot adnak be.
A mellékhatások általában gyengék. Láz léphet fel, valamint kiütés és az injekció beadása helyén fájdalom vagy bőrpír jelentkezhet. Nőknél a vakcinálást követően egy–három héttel ízületi fájdalmak fordulhatnak elő. Az erős allergiás reakció ritka. A rubeola elleni védőoltás önmagában is, illetve egyéb oltóanyagokkal kombinálva is kapható. Ilyen vakcina például a kanyaró és a mumpsz elleni oltóanyaggal kombinált MMR vakcina, valamint a kanyaró, mumpsz és bárányhimlő elleni oltóanyaggal kombinált MMRV oltás.
A rubeola elleni védőoltást először 1969-ben engedélyezték. Az oltóanyag szerepel az Egészségügyi Világszervezet alapvető gyógyszereket tartalmazó listáján, amely az egészségügyi alapellátásban szükséges legfontosabb gyógyszereket sorolja fel. A 2009-es adatok szerint több mint 130 országban a rutin immunizálás része.

## Fordítás
- Ez a szócikk részben vagy egészben  a   Rubella vaccine című angol Wikipédia-szócikk ezen változatának fordításán alapul.  Az eredeti cikk szerkesztőit annak laptörténete sorolja fel. Ez a jelzés csupán a megfogalmazás eredetét és a szerzői jogokat jelzi, nem szolgál a cikkben szereplő információk forrásmegjelöléseként.